# Giuseppe Magliolo
Giuseppe Magliolo, detto er killer (Roma, 1948 – Roma, 24 novembre 1981), è stato un mafioso italiano, ed esponente dell'organizzazione mafiosa romana Banda della Magliana.

## Biografia
Capelli lunghi, baffoni alla messicana e fama di assassino senza scrupoli, Magliolo venne arrestato diverse volte con l'accusa di aver eseguito vari omicidi su commissione.
Uomo di fiducia del boss Nicolino Selis, conosciuto già da ragazzino, nel 1975, durante un periodo di detenzione, i due furono protagonisti (con altre dieci persone) di un'evasione dal carcere di Regina Coeli. Riacciuffato poco dopo dalla polizia, in una baracca dell'Idroscalo di Ostia, quando rientrò in cella Magliolo si politicizzò avvicinandosi ad alcuni detenuti delle Brigate Rosse, senza però tagliare i collegamenti con i malavitosi "comuni", primo fra tutti Selis, al quale rimase molto legato.
Quando la notizia della morte del "Sardo" lo raggiunse nel carcere di Ascoli Piceno, Magliolo iniziò a covare propositi di vendetta. Il 10 ottobre del 1981, scarcerato in libertà vigilata, iniziò a dar la caccia dei suoi assassini che però, giocando d'anticipo, lo uccisero sul litorale di Ostia, la sera del 24 novembre 1981. Uscito di casa, venne aggredito e colpito alla schiena e al tronco, mentre cercava di aprire lo sportello della sua Renault 5, da una squadra formata da Edoardo Toscano, Raffaele Pernasetti e un terzo assassino (verosimilmente Vittorio Carnovale). Il killer tentò di reagire tirando fuori dal borsello una pistola 7.65, ma non fece in tempo e venne finito con un colpo di grazia alla nuca da Edoardo Toscano.